# Epimedium epsteinii
Epimedium epsteinii är en berberisväxtart som beskrevs av William Thomas Stearn. Epimedium epsteinii ingår i släktet sockblommor, och familjen berberisväxter. Inga underarter finns listade i Catalogue of Life.